# Verkaufspreiseffekt
Der Verkaufspreiseffekt stellt den Teil einer Erlösabweichung dar, der durch Verkaufspreisänderungen verursacht wird.
Bei Veränderung des Verkaufspreises sowie Beibehaltung der Absatzmenge sind Umsatzsteigerungen (abgesehen von Struktureffekten) allein auf Preisveränderungen zurückzuführen. Bei unverändertem Verkaufspreis und Variation der abgesetzten Menge spricht man vom Mengeneffekt.

## Berechnung
- Verkaufspreis_Periode1 = 30 €; Menge_Periode1 = 2
- Verkaufspreis_Periode2 = 60 €; Menge_Periode2 = 2

Wenn man beide Erlöse vergleicht, ist die Verkaufspreisänderung als Ursache zu verzeichnen. (60 € × 2) - (30 € × 2) = 60 €. Die Erlösveränderung (i.H.v. 60 €) wurde durch die Verdopplung des Verkaufspreises herbeigeführt.
- Verkaufspreiseffekt = Menge_Periode2 × (Verkaufspreis_Periode2 - Verkaufspreis_Periode1)

Die Anwendung einer Formel ist unabdingbar, da bei der Analyse tausender Produkte/Artikel/Verkaufseinheiten diese mit Hilfe eines Tabellenkalkulationsprogramms zu einer schnellen Lösung verhilft. Die Berechnungsformel wird je Artikel/Produkt angewendet, da eine Anwendung über alle Artikel lediglich den gewichteten Durchschnittspreis darstellt.

## Anwendungsbereich
Der Verkaufspreiseffekt wird verstärkt zur Kontrolle von Vertriebsaktivitäten berechnet, um die Ursache von Erlösveränderungen bzw. Abgrenzung von Verkaufspreis- und Mengeneffekt transparent zu machen. Daher ist die Untersuchung von Erlösabweichungen ein Instrument des Controllings. Hierbei kann der Fokus auch auf Abweichungen zwischen Plan- und Ist-Erlös liegen. Außerdem ist die Analyse nicht nur vertriebsseitig angesiedelt – auch Einkaufsmengen und -preise werden hier betrachtet.